# 域外中継局
域外中継局（いきがいちゅうけいきょく）とは、地形上の理由等から、免許された放送エリアの外側に設置した中継局のことである。

## 設置経緯
テレビのデジタル化に際し、従来のアナログ放送より緻密に放送エリアを設定できるようになった反面、当該区域内では意図した区域にまんべんなく電波を送ることができず、むしろ区域外となる場所に適地があるケースがままあった。
大多数は同じ総合通信局の管内であるが、地上デジタル放送に限り北讃岐中継局（岡山県の金甲山に設置されたNHK高松放送局の中継局）や伊豆東海岸テレビ中継局（東京都伊豆大島東海岸に設置された静岡県向けの中継局）や岩国デジタル中継局（広島県江田島市の岩国市街地を見下ろせる東海岸沿いにある）、下関西中継局（福岡県北九州市小倉北区のリーガロイヤルホテル小倉屋上にターゲットエリア方面へ指向性を向ける形に設置されている）のように放送対象地域外へと設置されているものも存在する。